# Sergio Alfredo Fenoy
Sergio Alfredo Fenoy (Rosario, 19 maggio 1959) è un arcivescovo cattolico argentino, dal 17 aprile 2018 arcivescovo metropolita di Santa Fe de la Vera Cruz.

## Biografia

### Formazione e ministero sacerdotale
Dopo aver compiuto i suoi studi di filosofia e teologia nel seminario arcidiocesano di Rosario, è stato ordinato sacerdote il 3 dicembre 1982 dall'arcivescovo Jorge Manuel López.
Si è poi trasferito in Italia per proseguire gli studi superiori, dove ha conseguito la licenza in diritto canonico con specializzazione in giurisprudenza, presso la Pontificia Università Gregoriana di Roma. Successivamente, tornato in Argentina, ha iniziato ad esercitare il ministero sacerdotale.
Nel 1995 è stato nominato rettore del seminario arcidiocesano di Rosario. È stato anche docente di teologia e diritto canonico nello stesso seminario.

### Ministero episcopale
Il 3 aprile 1999 papa Giovanni Paolo II lo ha nominato vescovo ausiliare di Rosario, assegnandogli la sede titolare di Satafis.
Ha ricevuto l'ordinazione episcopale il 21 maggio successivo dalle mani dell'arcivescovo metropolita di Rosario Eduardo Vicente Mirás, co-consacranti l'arcivescovo emerito di Rosario Jorge Manuel López, il vescovo di Santa Rosa Rinaldo Fidel Brédice, il vescovo di Concordia Héctor Sabatino Cardelli e il vescovo ausiliare di Rosario Luis Armando Collazuol.
Il 5 dicembre 2006 papa Benedetto XVI lo ha nominato vescovo di San Miguel, prendendo possesso della diocesi il 1º marzo 2007.
Il 2 febbraio 2002, il 13 marzo 2009 e il 2 maggio 2019 ha compiuto la visita ad limina.
Nella Conferenza episcopale argentina è stato nominato segretario generale nel 2003 ed è stato ricevuto in udienza da papa Benedetto XVI insieme agli altri componenti il 13 gennaio 2007. Ha fatto parte della commissione permanente in qualità di delegato della regione pastorale Buenos Aires ed è stato membro del consiglio per gli affari giuridici e della commissione dell'università cattolica argentina.
Il 5 settembre 2016, in qualità di delegato alla regione pastorale argentina, ha ricevuto una lettera di papa Francesco, con cui il pontefice approvava come interpretazione giusta il decalogo applicativo del cap. 8 di Amoris laetitia redatto da parte di un gruppo di vescovi della regione ecclesiastica di Buenos Aires.
Il 17 aprile 2018 lo stesso papa Francesco lo ha promosso arcivescovo metropolita di Santa Fe de la Vera Cruz, succedendo a José María Arancedo, dimessosi per raggiunti limiti d'età. Ha preso possesso dell'arcidiocesi il 9 giugno successivo e il 1º luglio è stato ricevuto in udienza papale.
Il 27 ottobre 2021 ha annunciato e firmato il progetto per la costituzione dell'Associazione monsignor Vicente Faustino Zazpe, che ha l'obiettivo di mantenere viva la memoria, la vita e l'opera pastorale di Vicente Faustino Zazpe, arcivescovo che ha guidato l'arcidiocesi di Santa Fe de la Vera Cruz dal 1969 al 1984.
Il 2 maggio 2022 ha consacrato l'arcidiocesi alla Vergine di Guadalupe, celebrando i 125 anni della sua creazione.

## Genealogia episcopale e successione apostolica
La genealogia episcopale è:
- Cardinale Scipione Rebiba
- Cardinale Giulio Antonio Santori
- Cardinale Girolamo Bernerio, O.P.
- Arcivescovo Galeazzo Sanvitale
- Cardinale Ludovico Ludovisi
- Cardinale Luigi Caetani
- Cardinale Ulderico Carpegna
- Cardinale Paluzzo Paluzzi Altieri degli Albertoni
- Papa Benedetto XIII
- Papa Benedetto XIV
- Papa Clemente XIII
- Cardinale Bernardino Giraud
- Cardinale Alessandro Mattei
- Cardinale Pietro Francesco Galleffi
- Cardinale Giacomo Filippo Fransoni
- Cardinale Carlo Sacconi
- Cardinale Edward Henry Howard
- Cardinale Mariano Rampolla del Tindaro
- Cardinale Antonio Vico
- Arcivescovo Filippo Cortesi
- Arcivescovo Fermín Emilio Lafitte
- Cardinale Juan Carlos Aramburu
- Arcivescovo Eduardo Vicente Mirás
- Arcivescovo Sergio Alfredo Fenoy

La successione apostolica è:
- Vescovo Damián Gustavo Nannini (2018)
- Vescovo Matías Vecino (2024)